# Gorm

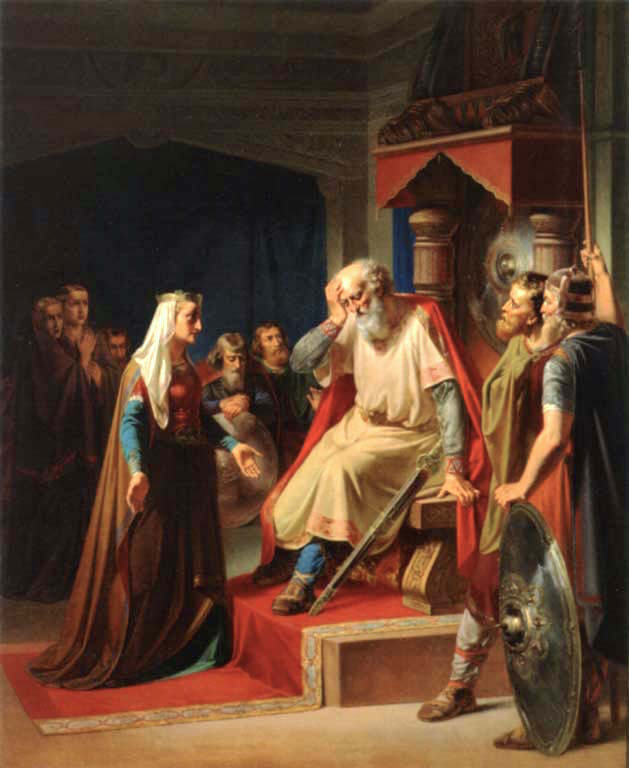
Gorm der Alte bekommt Nachricht vom Tod seines Sohnes Knut (August Carl Vilhelm Thomsen, 19. Jahrhundert)

Gorm der Alte, dänisch Gorm den Gamle, (* vor 900; † ca. 958/964) war ein dänischer Anführer, der vielfach als erster Dänischer König angesehen wird. Die beiden Grabhügel in Jelling sind nach ihm und seiner Frau Thyra benannt. Sein Beiname „der Alte“ ist auf das hohe Alter, das er erreicht haben soll, zurückzuführen.